# Fjärilsstigen

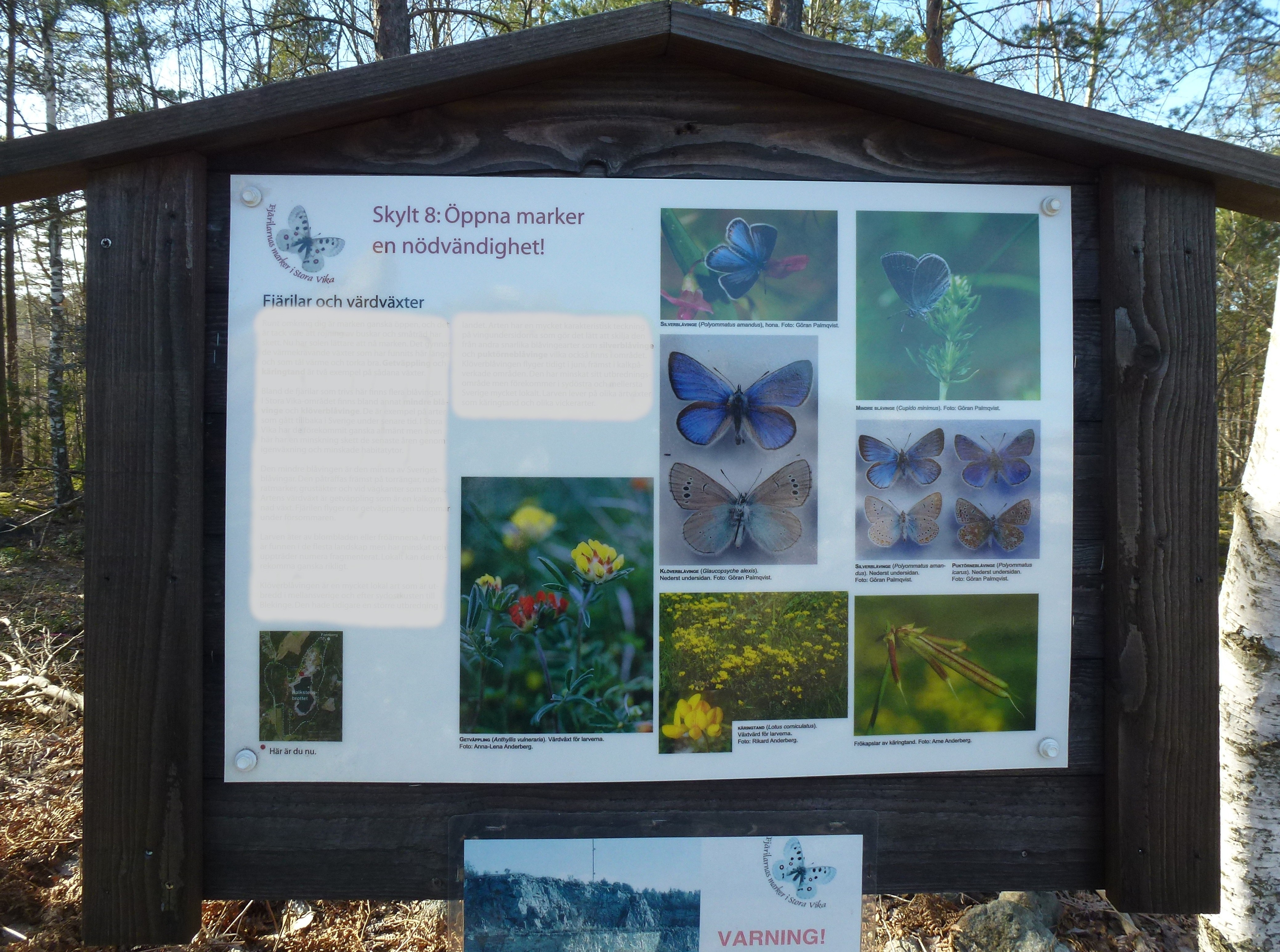
En informationstavla vid Fjärilsstigen.

Fjärilsstigen är en natur- och kulturstig nära tätorten Stora Vika i Nynäshamns kommun. Stigen är cirka tre kilometer lång och leder runt Stora Vika cementfabriks gamla kalkstensdagbrott, där kalkstensbrytning pågick under åren 1949-1981. Fjärilsstigen är ett samarbetsprojekt mellan Nynäshamns kommun, Nynäshamns Naturskyddsförening och markägaren Stockholms Bulkhamn.

## Beskrivning

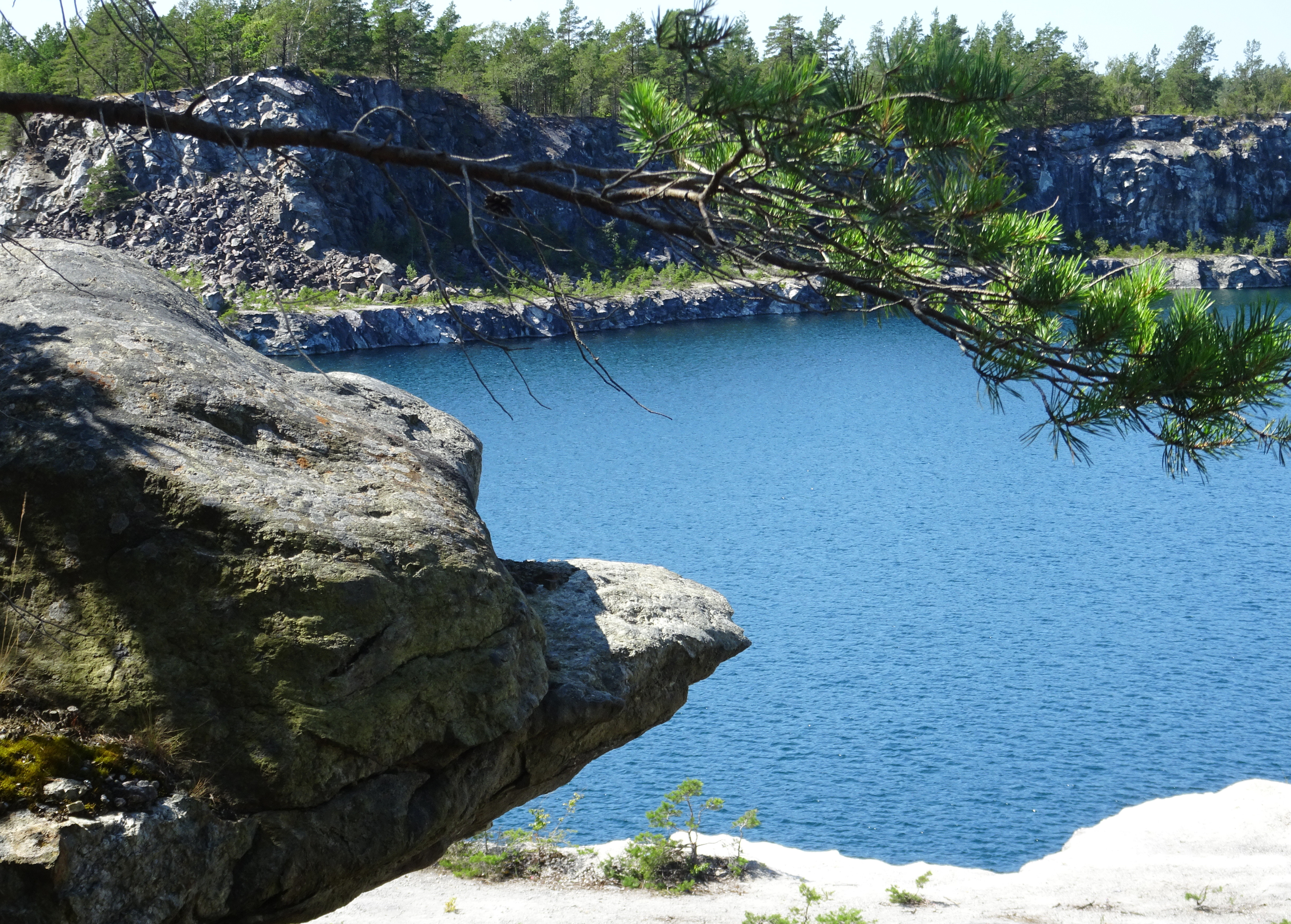
Stora Vika kalkstensbrott i juli 2021.

Runt de numera vattenfyllda kalkdagbrotten och genom det omgivande landskapet leder en natur- och kulturstig kallad Fjärilsstigen som anlades år 2005. Under åren 2013-2014 gjordes stigen mera barnvänlig och nya skyltar sattes upp.
Stigen börjar och slutar vid infarten till den gamla cementfabriken. Den är cirka tre kilometer lång och längs den finns 16 informationstavlor som berättar om naturen, forntida lämningar och den tidigare industriverksamheten. Kalkrika, öppna marker, god solinstrålning och värme bidrar till en ovanligt rik flora där fjärilar trivs. Sedan 1970-talet har fjärilsfaunan i Stora Vika studerats och inventerats. År 2014 har här inte mindre än 47 rödlistade fjärilsarter noterats. Bland dem finns apollofjärilen som har här den enda fastlandsförekonsten i Stockholms län. Apollofjärilen har även blivit Fjärilsstigens ”signum”. Varje år i juni organiseras under en helg guidade turer runt stigen.
Längst i norr passerar Fjärilsstigen en fornborg (Sorunda 190:1). Det kan ha varit en så kallad tillflyktsborg som har en utsträckning på ungefär 150x80 meter beläget på ett berg som stupar brant ner mot nordväst. Enligt RAÄ rör det sig dock möjligtvis inte om en fornborg. Från bergets  topp har besökaren en vidsträckt utsikt över landskapet.

## Bilder från Fjärilsstigen

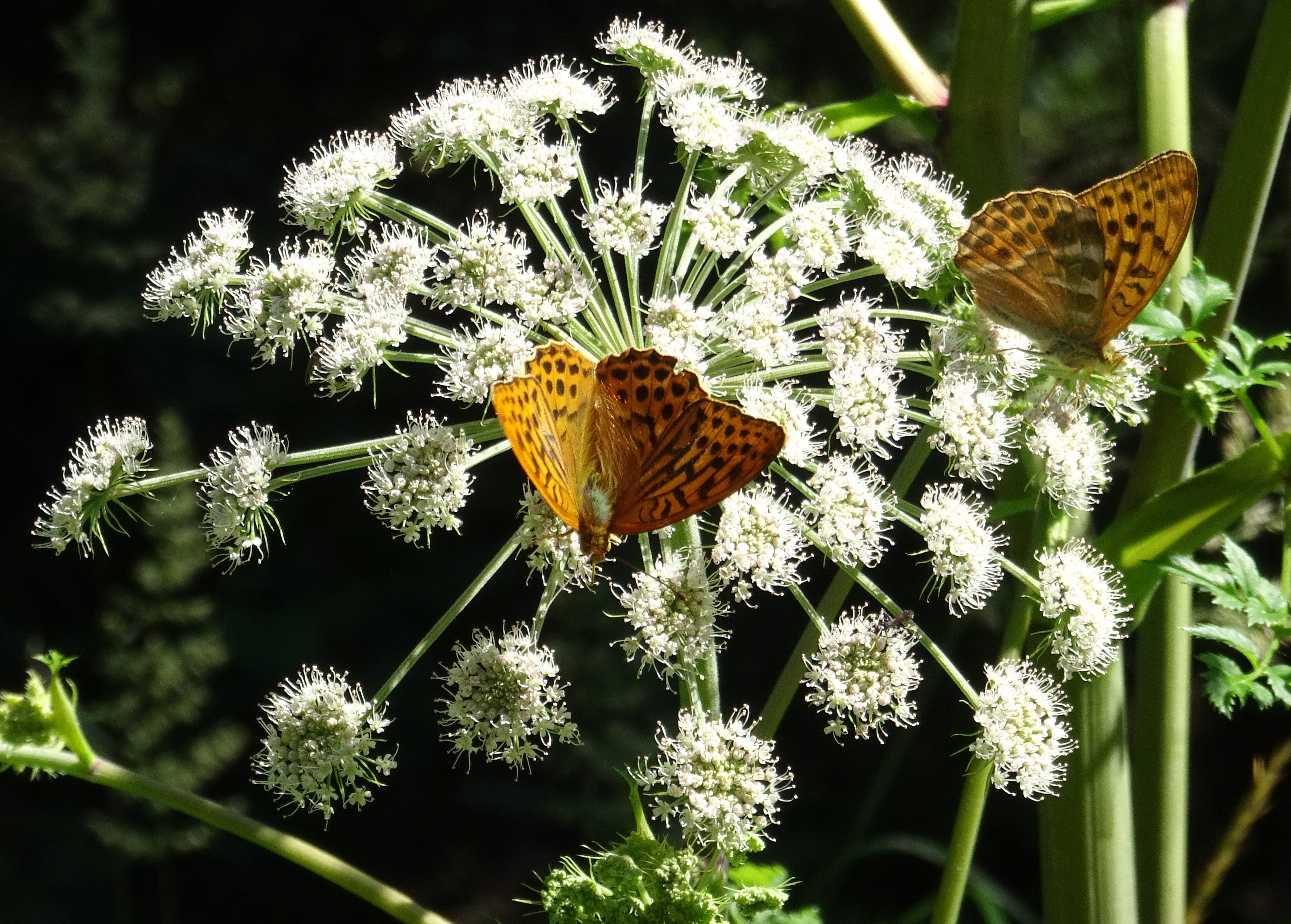
Skogspärlemorfjärilar vid Fjärilsstigen
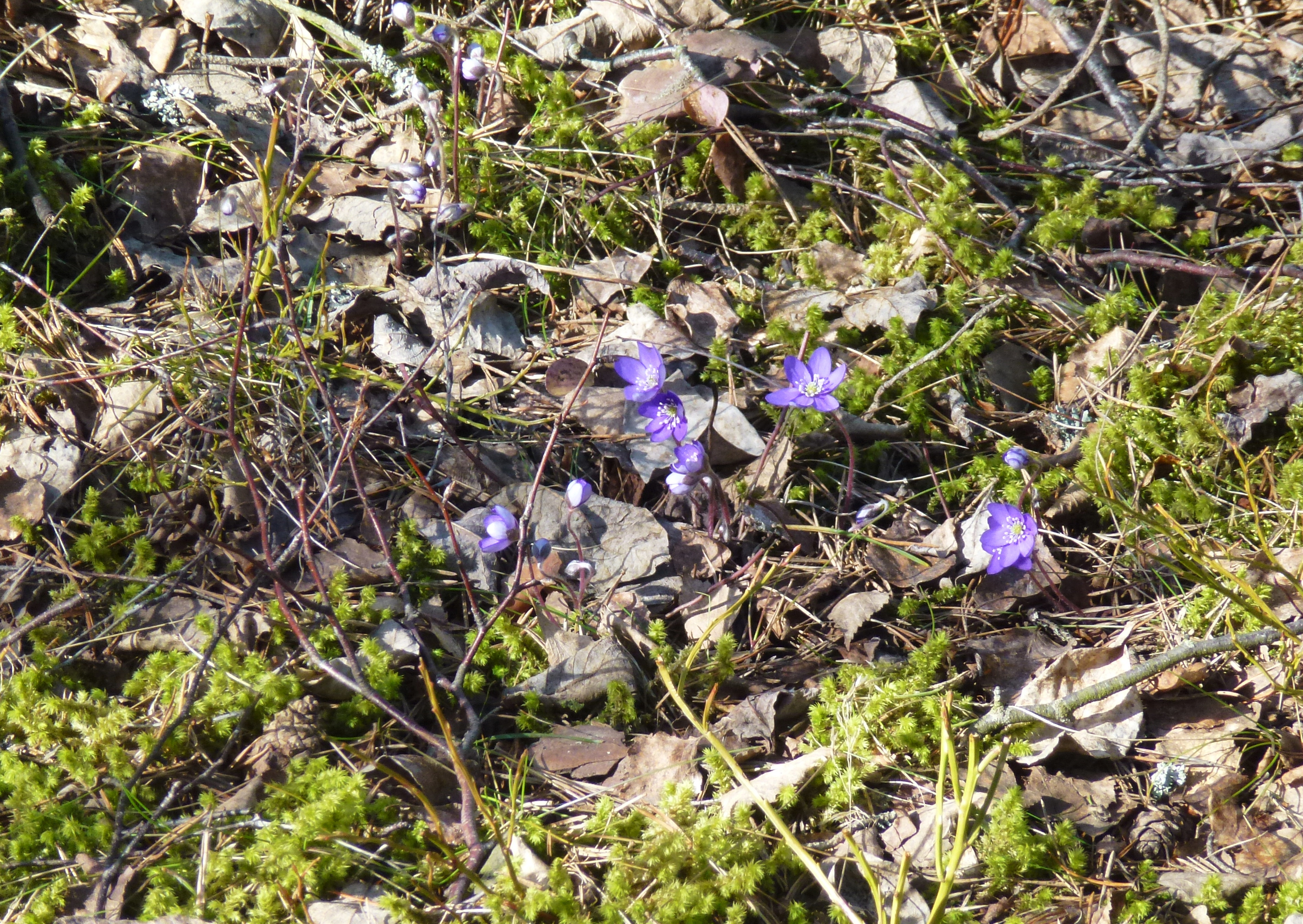
Blåsippor
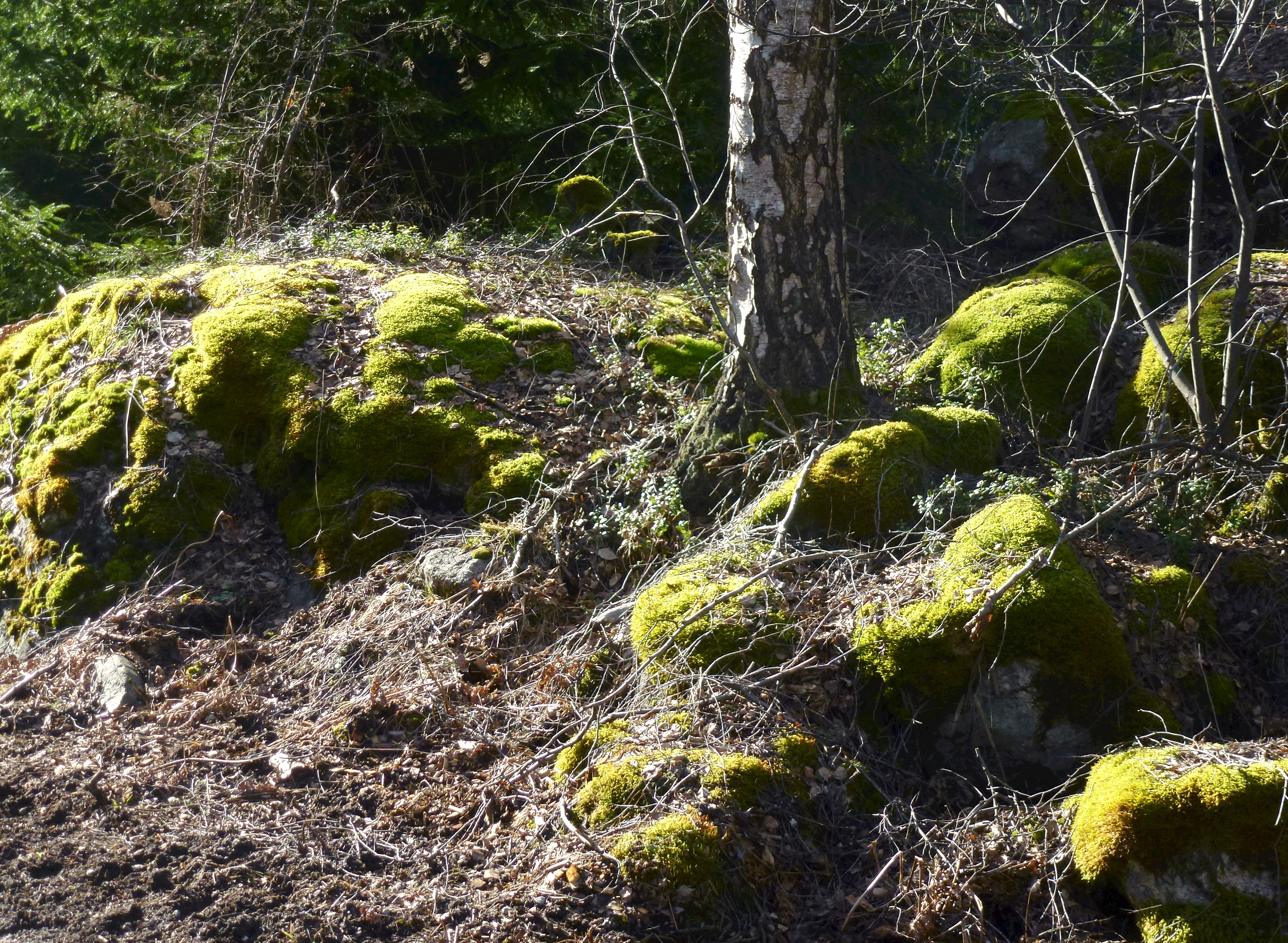
Mossor
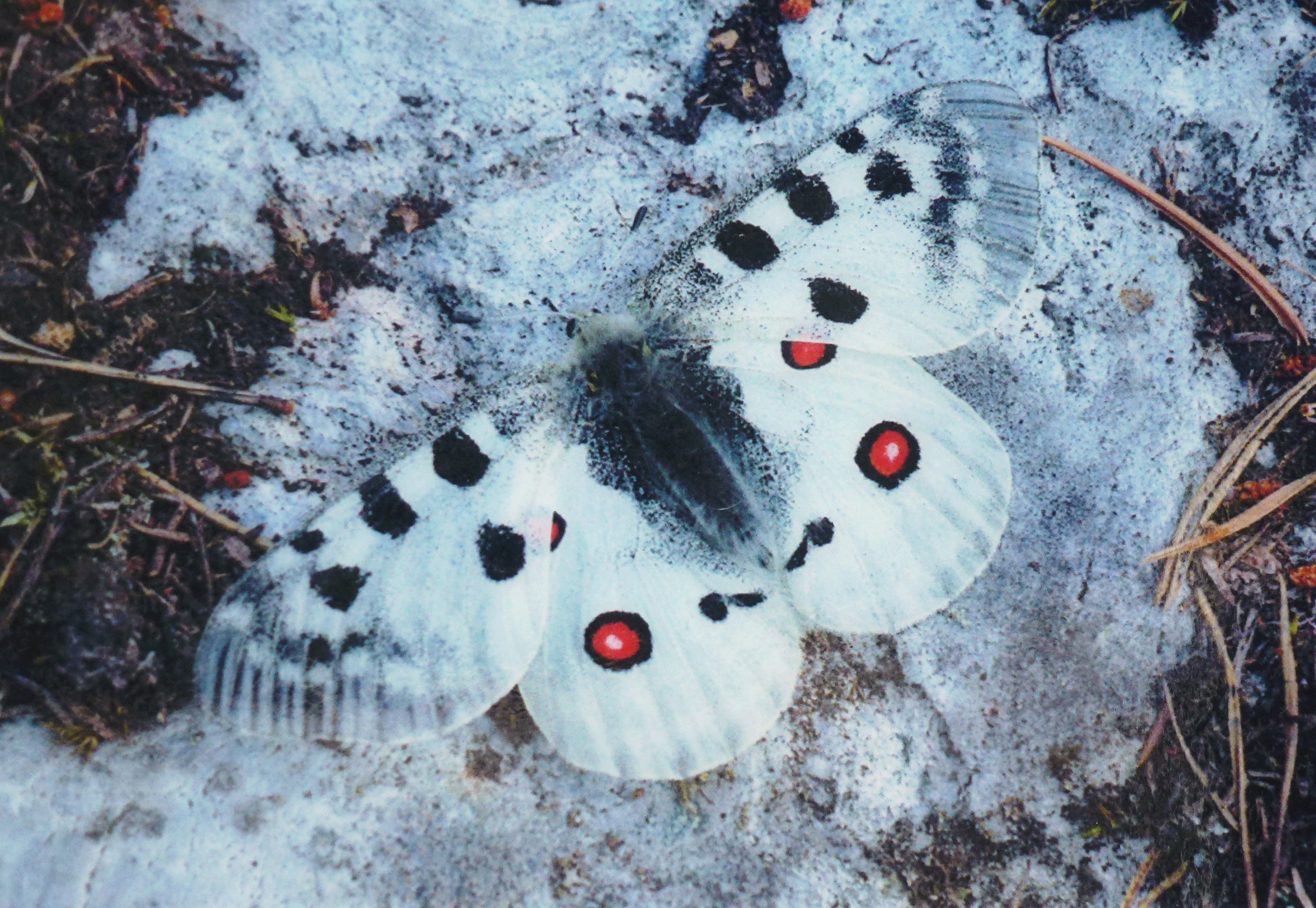
Apollofjäril vid Fjärilsstigen